# Спеса
Спѐса (на италиански и на ломбардски: Spessa) е село и община в Северна Италия, провинция Павия, регион Ломбардия. Разположено е на 61 m надморска височина. Населението на общината е 575 души (към 2017 г.).